# Corynoptera
Genre
Synonymes
- Psilosciara Kieffer, 1909
- Geosciara Kieffer, 1919
- Orinosciara Lengersdorf, 1941

Corynoptera est un genre d'insectes diptères nématocères de la famille des Sciaridae. Il s'agit, avec Bradysia, d'un des deux genres de moucherons des terreaux. On utilise le coléoptère prédateur Dalotia coriaria comme agent de lutte biologique contre les espèces du genre.

## Espèces
Corynoptera abducera - Corynoptera abscondita - Corynoptera acantharia - Corynoptera acerrima - Corynoptera acuminata - Corynoptera acutula - Corynoptera albispina - Corynoptera albistigmata - Corynoptera altaica - Corynoptera alticola - Corynoptera anae - Corynoptera ancylospina - Corynoptera anguistifurca - Corynoptera angusta - Corynoptera antespinifera - Corynoptera applanata - Corynoptera apuliaensis - Corynoptera armigera - Corynoptera assimilis - Corynoptera attribuspina - Corynoptera aurea - Corynoptera baradlana - Corynoptera basisetosa - Corynoptera bernardoensis - Corynoptera bichaeta - Corynoptera bicuspidata - Corynoptera bipartita - Corynoptera bispinulosa - Corynoptera bistrispina - Corynoptera bisulca - Corynoptera blanda - Corynoptera blandaformis - Corynoptera boletiphaga - Corynoptera brachypennis - Corynoptera breviformis - Corynoptera brevipalpis - Corynoptera bulgarica - Corynoptera calcaripotens - Corynoptera campylodonta - Corynoptera captiosa - Corynoptera caustica - Corynoptera cavipes - Corynoptera chaetospina - Corynoptera christinae - Corynoptera cincinnata - Corynoptera circumplexa - Corynoptera comitessa - Corynoptera commoda - Corynoptera compressa - Corynoptera concinna - Corynoptera confirmata - Corynoptera confunda - Corynoptera connochaeta - Corynoptera contusa - Corynoptera coronospina - Corynoptera cowanorum - Corynoptera cumulata - Corynoptera cuniculata - Corynoptera curvispinosa - Corynoptera declinospina - Corynoptera delphinii - Corynoptera densisetosa - Corynoptera densospica - Corynoptera dentata - Corynoptera dentatula - Corynoptera dentiforceps - Corynoptera deserta - Corynoptera deserticola - Corynoptera didymistyla - Corynoptera diligenta - Corynoptera disporata - Corynoptera distracta - Corynoptera diversicalcaria - Corynoptera dividospica - Corynoptera dumosa - Corynoptera elegans - Corynoptera expressospina - Corynoptera facticata - Corynoptera facticia - Corynoptera faculta - Corynoptera fascistylata - Corynoptera fera - Corynoptera filisetosa - Corynoptera filispica - Corynoptera flammulinae - Corynoptera flavicauda - Corynoptera flavicoxa - Corynoptera flavosignata - Corynoptera forcipata - Corynoptera francescae - Corynoptera fratercula - Corynoptera fritzi - Corynoptera furcifera - Corynoptera fuscispica - Corynoptera geminispina - Corynoptera glabrifrons - Corynoptera gladiota - Corynoptera globiformis - Corynoptera globulifera - Corynoptera grothae - Corynoptera gymnops - Corynoptera hannae - Corynoptera harrisi - Corynoptera hemiacantha - Corynoptera hemisetosa - Corynoptera heterochela - Corynoptera hypopygialis - Corynoptera ignorata - Corynoptera immunita - Corynoptera incurva - Corynoptera inops - Corynoptera inundata - Corynoptera irmgardis - Corynoptera karlkulbei - Corynoptera latistylata - Corynoptera laureti - Corynoptera lugens - Corynoptera luravi - Corynoptera luteofusca - Corynoptera luteola - Corynoptera lycorielloides - Corynoptera macricula - Corynoptera magica - Corynoptera marinae - Corynoptera mediana - Corynoptera melanochaeta - Corynoptera membranigera - Corynoptera microsetosa - Corynoptera minima - Corynoptera minutula - Corynoptera modulata - Corynoptera monstera - Corynoptera montana - Corynoptera multiplexa - Corynoptera multispinosa - Corynoptera nigrocauda - Corynoptera nigrospina - Corynoptera nigrotegminis - Corynoptera nitens - Corynoptera novexa - Corynoptera nyxa - Corynoptera oblonga - Corynoptera opaca - Corynoptera oririclausa - Corynoptera ovatula - Corynoptera pannosa - Corynoptera parasetosa - Corynoptera parcitata - Corynoptera parilongiculmi - Corynoptera parvula - Corynoptera parvulaformis - Corynoptera pelliciata - Corynoptera pentaspina - Corynoptera perfecta - Corynoptera perochaeta - Corynoptera perpusilla - Corynoptera pertaesa - Corynoptera pinusia - Corynoptera plasiosetosa - Corynoptera podiospina - Corynoptera ponapensis - Corynoptera postforcipata - Corynoptera postglobiformis - Corynoptera postobscuripila - Corynoptera postparvula - Corynoptera praedentata - Corynoptera praeforcipata - Corynoptera praefurcifera - Corynoptera praegladiota - Corynoptera praeparvula - Corynoptera praepiniphila - Corynoptera praevia - Corynoptera prinospina - Corynoptera priscospina - Corynoptera proboletiphaga - Corynoptera progressa - Corynoptera promata - Corynoptera pronospica - Corynoptera proosopina - Corynoptera propriospina - Corynoptera prosospina - Corynoptera pseudoparvula - Corynoptera psilospina - Corynoptera puruspina - Corynoptera quasisetosa - Corynoptera recurvispina - Corynoptera robustior - Corynoptera roederi - Corynoptera roeschmanni - Corynoptera sabroskyi - Corynoptera saccata - Corynoptera saetistyla - Corynoptera scebulifera - Corynoptera secretas - Corynoptera sedula - Corynoptera semiaggregata - Corynoptera semipedestris - Corynoptera semisaccata - Corynoptera serena - Corynoptera setosa - Corynoptera sexspinosa - Corynoptera sicca - Corynoptera simonae - Corynoptera simplexa - Corynoptera sphaera - Corynoptera sphenoptera - Corynoptera spinifera - Corynoptera spinosula - Corynoptera spoeckeri - Corynoptera spungisi - Corynoptera stipidaria - Corynoptera styptica - Corynoptera subantarctica - Corynoptera subcavipes - Corynoptera subconcinna - Corynoptera subdentata - Corynoptera subforcipata - Corynoptera subfurcifera - Corynoptera submontana - Corynoptera subpiniphila - Corynoptera subsaccata - Corynoptera subsedula - Corynoptera subtetrachaeta - Corynoptera subtilis - Corynoptera subtrivialis - Corynoptera subvariegata - Corynoptera subvivax - Corynoptera supera - Corynoptera sylviae - Corynoptera syriaca - Corynoptera tapleyi - Corynoptera tiliacea - Corynoptera trepida - Corynoptera triangulata - Corynoptera triarmata - Corynoptera tridentata - Corynoptera triplexa - Corynoptera trispinulosa - Corynoptera tristicula - Corynoptera tumulta - Corynoptera turbata - Corynoptera uncata - Corynoptera variegata - Corynoptera variospina - Corynoptera venerata - Corynoptera vigila - Corynoptera voluptuosa - Corynoptera waltraudis - Corynoptera warnckei - Corynoptera winnertzi